# Delphyre aurorina
Delphyre aurorina är en fjärilsart som beskrevs av Forbes 1939. Delphyre aurorina ingår i släktet Delphyre och familjen björnspinnare. Inga underarter finns listade i Catalogue of Life.